# 唐慧琳
唐慧琳（1971年10月21日—2021年7月25日），中華民國新北市政治人物，已故中國國民黨籍新北市議員。擔任公職前，曾任趨勢科技软件工程师、親民黨政策研究中心研究员。

## 經歷
2006年參加百萬人民倒扁運動活動，擔任紅衫軍活動主持人，從此活躍在政壇上。後擔任國家政策研究基金會助理研究員。
2015年加入「青秀柱講團」，積極為中國國民黨總統參選人洪秀柱辯護。2016年列入新黨不分區立委，但未當選。2018年獲得中國國民黨提名，當選新北市議員。
2020年初，發現罹患胰臟癌。同年年底，參與反萊豬活動。2021年7月25日，因胰臟癌病逝。

## 外部連結
- 唐慧琳的Facebook專頁
- YouTube上的唐慧琳頻道
- 唐慧琳- 國家政策研究基金會（页面存档备份，存于）